# Tempel der Minerva Chalcidica
Der Tempel der Minerva Chalcidica war ein der Minerva geweihter kleiner Rundtempel in Rom.
Der Tempel wurde von Domitian errichtet und lag am Eingang der ebenfalls von ihm errichteten Porticus Divorum. Dieser Eingangssituation verdankt der Tempel auch den Beinamen Chalcidica. Möglicherweise hatte der Tempel einen Vorgängerbau, der beim Brand im Jahr 80 n. Chr. zerstört wurde. Der Tempel ist auf einem heute verlorenen Stück der Forma Urbis Romae eingezeichnet. Danach lag er etwa an der Stelle der heutigen Kirche Santa Marta. Trotzdem gab er der etwas weiter westlich liegenden Kirche Santa Maria sopra Minerva den Beinamen. Von dem Tempel wurden bisher keine archäologischen Reste gefunden.